# Łuniniec

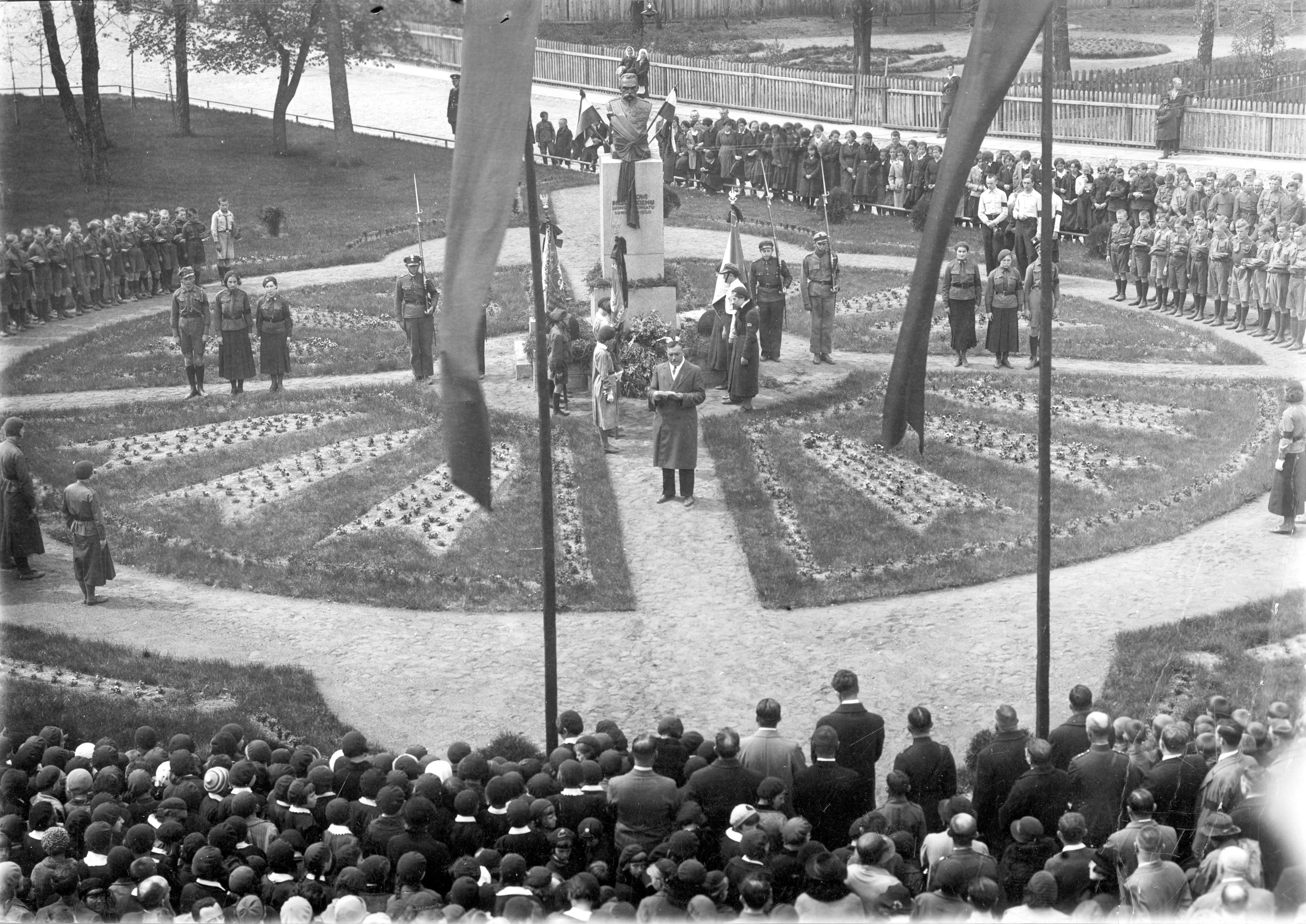
Pomnik Józefa Piłsudskiego w Łunińcu

Łuniniec (biał. Лунінец, ros. Лунинец) – miasto na Białorusi, stolica rejonu w obwodzie brzeskim. 23,6 tys. mieszkańców (2010).
W mieście rozwinął się przemysł elektrotechniczny, spożywczy oraz drzewny. Znajduje się w nim stacja kolejowa Łuniniec oraz parafia katolicka pw. św. Józefa.

## Historia
Wieś duchowna położona była w końcu XVIII wieku w powiecie nowogródzkim województwa nowogródzkiego.
Za II Rzeczypospolitej miejscowość była siedzibą wiejskiej gminy Łuniniec, w latach 1920–1939 również powiatu łuninieckiego. W okresie międzywojennym swoją siedzibę miała tutaj Brygada KOP „Polesie”.
Podczas okupacji hitlerowskiej, w marcu 1942 roku Niemcy utworzyli getto dla żydowskich mieszkańców. Przebywało w nim około 3000 osób. W październiku 1942 roku Niemcy zlikwidowali getto, a Żydów zamordowali przy drodze do Pińska. 

## Sport
Do 1939 roku w mieście funkcjonował klub piłkarski Ognisko Łuniniec.

## Osoby związane z miastem
- Mieczysław Bohatkiewicz – polski duchowny katolicki, męczennik, błogosławiony katolicki, w latach 1936–1939 prefekt gimnazjum w Łunińcu
- Franciszek Drucki-Lubecki – polski ziemianin i działacz społeczny związany z ziemią łuniniecką, senator II i III kadencji (1928–1935)
- Zygmunt Jagodziński – polski społecznik, porucznik rezerwy piechoty Wojska Polskiego, uczestnik walk o niepodległość, polityk, działacz państwowy II RP, starosta powiatu łuninieckiego (1926-1930)
- Michał Jakubik – polski dowódca wojskowy (generał i pilot), w latach 1925–1931 był uczniem Prywatnego Koedukacyjnego Gimnazjum w Łunińcu
- Jerzy (Korenistow) – arcybiskup Polskiego Autokefalicznego Kościoła Prawosławnego, pierwszy ordynariusz jego diecezji łódzko-poznańskiej, w okresie 1935-1938 był proboszczem i dziekanem w Łunińcu
- Ryszard Kraśko – polski pisarz, dziennikarz, autor powieści i opracowań historycznych, urodzony w Łunińcu
- Mikołaj Sukniewicz – major piechoty Wojska Polskiego i Armii Krajowej, urodzony w Łunińcu
- Czesław Zbierański – major Wojska Polskiego, inżynier, pionier lotnictwa i konstruktor lotniczy, starosta powiatu łuninieckiego
- Zygmunt Ziółkowski – polski samorządowiec, burmistrz Łunińca (1932–1937).
- Maks Korż – Białoruski wokalista, urodzony w Łunińcu.